# Cosmos 146
La missione Cosmos 146 (in russo Космос 146) fu il primo volo del prototipo del veicolo spaziale Sojuz 7K-L1, concepita, insieme alla missione successiva Cosmos 154, per il test e lo sviluppo del quarto stadio del lanciatore Proton, il Blok D.
Il veicolo in uso, era un prototipo di una Sojuz 7K-L1, senza scudo termico, quindi creata appositamente per essere usata esclusivamente in orbita e bruciare nel rientro. Il piano di volo prevedeva che il Blok D portasse ls Sojuz in un'orbita ellittica senza raggiungere la Luna, solo per testare lo stadio Blok D.
Il 10 marzo del 1967 il razzo Proton 7K-L1 venne lanciato e immise la Sojuz in un'orbita di 296 x 177 km, per poi procedere con l'accensione del Blok D. La Sojuz venne correttamente immessa in un'orbita ellittica dal Blok D, e quando rientrò in atmosfera il 18 marzo venne dichiarata la prima missione di successo del programma, ma l'ottimismo non durò molto perché le missioni successive non diedero i risultati sperati.